# Segunda División de Chile 1963
El Campeonato Nacional de Fútbol de la Segunda División de 1963 fue el 12° torneo disputado de la segunda categoría del fútbol profesional chileno. Contó con la participación de catorce equipos, dos más que la temporada anterior, ya que fueron aceptados en el profesionalismo Ovalle Ferroviarios y Deportes Temuco, este último proveniente del Campeonato Regional de Fútbol.
El torneo se jugó en dos rondas con un sistema de todos contra todos y el campeón fue Green Cross, que logró su último ascenso a Primera División antes de su fusión con Deportes Temuco en 1965.
En la parte baja de la tabla de posiciones se ubicó Valparaíso Ferroviarios, que volvió a su Asociación de origen, marcando el fin de su paso por el profesionalismo.

## Movimientos divisionales
| Pos | a Primera División de Chile 1963 |
| --- | -------------------------------- |
| 1º  | Coquimbo Unido (Campeón)         |

| Pos | a Segunda División de Chile 1963 |
| --- | -------------------------------- |
| 1º  | Deportes Temuco                  |
| 2º  | Ovalle Ferroviarios              |

| Pos | Descendido desde Primera División de Chile 1962 |
| --- | ----------------------------------------------- |
| 1º  | Green Cross                                     |

| Pos | Asociación de Origen |
| --- | -------------------- |
| -   | -                    |

## Equipos participantes
| Equipo                  | Ciudad            |
| ----------------------- | ----------------- |
| Colchagua               | San Fernando      |
| Deportes Temuco         | Temuco            |
| Green Cross             | Santiago de Chile |
| Iberia                  | Santiago de Chile |
| Lister Rossel           | Linares           |
| Luis Cruz Martínez      | Curicó            |
| Municipal Santiago      | Santiago de Chile |
| Ñublense                | Chillán           |
| Ovalle Ferroviarios     | Ovalle            |
| San Antonio Unido       | San Antonio       |
| San Bernardo Central    | San Bernardo      |
| Trasandino              | Los Andes         |
| U.T.E                   | Santiago de Chile |
| Valparaíso Ferroviarios | Valparaíso        |

## Tabla final
| Pos | Equipo                  | PJ | PG | PE | PP | GF | GC | Dif | Pts |
| --- | ----------------------- | -- | -- | -- | -- | -- | -- | --- | --- |
| 1   | Green Cross             | 26 | 17 | 7  | 2  | 58 | 29 | 29  | 41  |
| 2   | Trasandino              | 26 | 15 | 6  | 5  | 63 | 31 | 32  | 36  |
| 3   | Deportes Temuco         | 26 | 13 | 9  | 4  | 52 | 25 | 27  | 35  |
| 4   | Ovalle Ferroviarios     | 26 | 11 | 8  | 7  | 42 | 34 | 8   | 30  |
| 5   | Lister Rossel           | 26 | 10 | 7  | 9  | 38 | 41 | -3  | 27  |
| 6   | Universidad Técnica     | 26 | 10 | 6  | 10 | 49 | 50 | -1  | 26  |
| 7   | San Antonio Unido       | 26 | 9  | 8  | 9  | 40 | 43 | -3  | 26  |
| 8   | Iberia                  | 26 | 9  | 8  | 9  | 37 | 41 | -4  | 26  |
| 9   | Deportes Colchagua      | 26 | 9  | 7  | 10 | 31 | 34 | -3  | 25  |
| 10  | Luis Cruz Martínez      | 26 | 8  | 8  | 10 | 42 | 44 | -2  | 24  |
| 11  | Ñublense                | 26 | 7  | 7  | 12 | 38 | 51 | -13 | 21  |
| 12  | Municipal de Santiago   | 26 | 7  | 6  | 13 | 34 | 46 | -12 | 20  |
| 13  | San Bernardo Central    | 26 | 3  | 11 | 12 | 29 | 48 | -19 | 17  |
| 14  | Valparaíso Ferroviarios | 26 | 2  | 6  | 18 | 32 | 68 | -36 | 10  |

PJ=Partidos jugados; PG=Partidos ganados; PE=Partidos empatados; PP=Partidos perdidos; GF=Goles a favor; GC=Goles en contra; Dif=Diferencia de gol; Pts=Puntos
|  | Campeón. Asciende a Primera División |
|  | Desciende a su Asociación de origen  |